# آنوچا سوویچاکورنپونگ
آنوچا سوویچاکورنپونگ (تایلندی: อโนชา สุวิชากรพงศ์؛ زادهٔ ۱۹۷۶) کارگردان فیلم، فیلم‌نامه‌نویس و تهیه‌کننده فیلم اهل تایلند است. او مدرس مدعو در زمینه هنر، فیلم و مطالعات بصری در دانشگاه هاروارد است. وی در سن ۱۴ سالگی به انگلستان مهاجرت کرد و دانش‌آموختهٔ مطالعات فرهنگی در دانشگاه واریک است و در سال ۲۰۰۶ در رشتهٔ فیلم‌سازی از دانشگاه کلمبیا فارغ‌التحصیل شد. وی برندهّ جایزهٔ انجمن مطبوعات خارجی هالیوود است.
از فیلم‌هایی که وی در آن‌ها نقش داشته‌است، می‌توان به سرگذشت بسیار معمولی اشاره نمود.